# Aage Henriksen
Aage Henriksen, född den 25 april 1921 på Frederiksberg, död den 25 november 2011 i Köpenhamn, var en dansk litteraturhistoriker.

## Biografi
Henriksen tog sin doktorsexamen 1954 på en avhandling om Kierkegaards Romaner och 1968 blev han professor i nordisk litteratur vid Köpenhamns universitet, en befattning han höll till sin pensionering 1990.
Han var en osedvanlig akademiker och hans vänskap med Karen Blixen åren 1953 – 61 präglade hans forskningsintresse och hans undervisning, som ofta låg på teman som medvetandets expansion, individualisering och esoterisk visdom. Hans möte med Blixen är bl. a. beskrivet i De ubændige (1984) och hans önskan om att kunna beskriva sina erfarenheter ledde honom till Goethe.
Hans intresseområde var utöver Blixens och Sören Kierkegaards författarskap bl. a. romatiken, som t. ex. Den rejsende. Otte kapitler om Baggesen og hans tid (1961) om Jens Baggesen m. fl. Andra återkommande författare i hans författarskap är N. F. S. Grundtvig, Sophus Claussen och Henrik Ibsen.
Henriksen grundade tillsammans med Johan Fjord Jensen tidskriften Kritik (1967). Hans krets var också den drivande kraften bakom utgivningen av en fyrabands Ideologihistorie (1975 – 76).

## Hedersbetygelser
- 1962 Louisiana-priset
- 1964 Jens Baggesen-priset
- 1969 Georg Brandes-priset (tilldelat för grundandet av tidskriften Kritik)
- 1986 Dansk Forfatterforenings H.C. Andersen-legat
- 1987 Sällskapet för de sköna och nyttiga vetenskapernas pris
- 1991 Statens Kunstfond: Livsvarig kunstnerydelse
- 2003 Rungstedlund-prisen